# Hermann Conrad (Politiker)
Hermann Conrad (* 18. August 1814 in Marienwerder; † 19. Juni 1885 in Fronza) war ein preußischer Rittergutsbesitzer und Politiker.

## Leben
Hermann Conrad besuchte das Gymnasium Marienwerder und studierte in Königsberg und Berlin. Er besaß die Rittergüter Fronza und Lalkau im Kreis Marienwerder in Westpreußen. Er gehörte von 1861 bis 1864 der Central-Kommission zur Regelung der Grundsteuer an und war Hauptvorsteher des Landwirtschaftlichen Central-Vereins für Westpreußen.
Von 1852 bis 1855 und von 1858 bis 1861 war Conrad Mitglied des Preußischen Abgeordnetenhauses. Von 1867 bis 1871 war er außerdem Abgeordneter im Reichstag des Norddeutschen Bundes für den Reichstagswahlkreis Regierungsbezirk Marienwerder 1 (Marienwerder, Stuhm). In dieser Eigenschaft war er auch Mitglied des Zollparlaments. Er gehörte der Nationalliberalen Partei an.